# Francis Xavier Hsu Chen-Ping

Das Wappen von Bishof Hsu

Francis Xavier Hsu Chen-Ping (chinesisch 徐誠斌 / 徐诚斌, Pinyin Xú Chéngbīn, kantonesisch Hsu Chen-Ping, * 20. Februar 1920 in Shanghai, Republik China; † 23. Mai 1973 in Hongkong) war ein chinesischer Geistlicher.
Hsu Cheng-Ping wurde am 14. März 1959 zum Priester für das Bistum Hongkong geweiht.
Papst Paul VI. ernannte ihn am 12. Juni 1967 zum Weihbischof in Hongkong und Titularbistum von Horrea. Am 7. Oktober 1967 weihte Lorenzo Bianchi, Bischof von Hongkong, ihn zum Bischof. Mitkonsekratoren waren Stanislaus Lo Kuang, Erzbischof von Taipeh, und Peter Pao Zin Tou, Bischof von Hsinchu. Nach der Annahme des Rücktrittes von Bianchi am 30. November 1968 durch Papst Paul VI. ernannte dieser ihn zum Apostolischen Administrator von Hongkong. Am 29. Mai 1969 ernannte der Papst ihn zum Bischof von Hongkong.